# 近藤信行
近藤 信行（こんどう のぶゆき、1931年3月11日 - 2022年7月17日）は、日本の文芸評論家。編集者。
文芸評論のほか、著作は登山関連書を軸としていた。

## 来歴・人物
東京生まれ。早稲田大学文学部仏文科卒、同大学院修士課程修了。
中央公論社で『中央公論』『婦人公論』などの編集に携わった後、1969年、文芸雑誌『海』を創刊する。翌年まで編集長を務め、1973年-1976年再度編集長になったあと、退社。
1978年『小島烏水 山の風流使者伝』で大佛次郎賞を受賞した。山梨県立文学館館長を2013年3月まで務めた。
2022年7月17日、老衰のため死去。91歳没。

## 著書
- 『小島烏水 山の風流使者伝』 創文社, 1978／平凡社ライブラリー（上・下）, 2012-14
- 『登山入門』 岩波ジュニア新書, 1982
- 『谷崎潤一郎 東京地図』 教育出版〈江戸東京ライブラリー〉, 1998
- 『炎の記憶　一九四五・空襲・狂気の果て』 新潮社, 2005
- 『深田久彌　その山と文学』 平凡社, 2011
- 『安曇野のナチュラリスト 田淵行男』 山と渓谷社, 2015／同・ヤマケイ文庫, 2019

### 編纂
- 深田久彌『山の文学全集』〈全12巻〉解題、朝日新聞社, 1974-75
- 『小島烏水全集』〈全14巻 別巻1〉 大修館書店, 1979-87。別巻「小島烏水研究」
- 『日本の山の名著・総解説』 自由国民社, 1985
- 『大下藤次郎 紀行文集』 美術出版社, 1986
- 小島烏水『日本アルプス 山岳紀行文集』 岩波文庫, 1992
- 田部重治『新編 山と溪谷』 岩波文庫, 1993
- 『震災復興大東京絵はがき』 岩波書店〈ビジュアルブック江戸東京〉, 1993
- 志賀重昂『日本風景論』 岩波文庫, 1995
- 『山の旅 明治・大正篇』 岩波文庫, 2003
- 『山の旅 大正・昭和篇』 岩波文庫, 2003
- 『山の名著 明治・大正・昭和戦前編』 自由国民社, 2009
- 奥野信太郎『荷風文学みちしるべ』 岩波現代文庫, 2011
- 『山と溪谷　田部重治選集』 ヤマケイ文庫, 2011

### 翻訳
- エリック・ニュービイ『世界登攀史 偉大な登頂とその試み』 草思社, 1981